# Matej Mináč
Pour les articles homonymes, voir Mináč.
Matej Mináč, né le 1er avril 1961 à Bratislava (Tchécoslovaquie, actuellement en Slovaquie), est un réalisateur et scénariste slovaque.

## Biographie
Matej Mináč a notamment réalisé trois films sur Nicholas Winton, un Britannique qui a organisé le sauvetage de 669 enfants juifs de la Tchécoslovaquie occupée par l'Allemagne à la veille de la Seconde Guerre mondiale. Cette opération sera plus tard connue sous le nom de Czech Kindertransport.
Les trois films sont le drame All My Loved Ones (1999), le documentaire The Power of Good: Nicholas Winton (2002) qui a remporté un Emmy Award, et le documentaire La Famille de Nicky (2011).
Matej Mináč est le fils de la photographe Zuzana Mináčová.

## Filmographie partielle

### Comme réalisateur et scénariste
- 1999 : All My Loved Ones (Vsichni moji blízcí)
- 2002 : The Power of Good: Nicholas Winton (Síla lidskosti - Nicholas Winton )
- 2011 : La Famille de Nicky (Nicky's Family)
- 2011 : Stastný smolar (téléfilm - uniquement scénario)
- 2015 : Through the Eyes of the Photographer
- 2016 : Children Saved from the Nazis: The Story of Sir Nicholas Winton (TV)